# Павленко Олександр Євгенович
Олександр Євгенович Павленко (рос. Александр Евгеньевич Павленко, нар. 20 січня 1985, Покров) — російський футболіст українського походження, півзахисник клубу «Шинник».
Насамперед відомий виступами за «Спартак» (Москва), за який провів понад 100 матчів і став чемпіоном та володарем Кубка Росії.

## Ігрова кар'єра
У дорослому футболі дебютував 2001 року виступами за «Спартак» (Москва), в якій провів шість сезонів, взявши участь у 80 матчах чемпіонату.

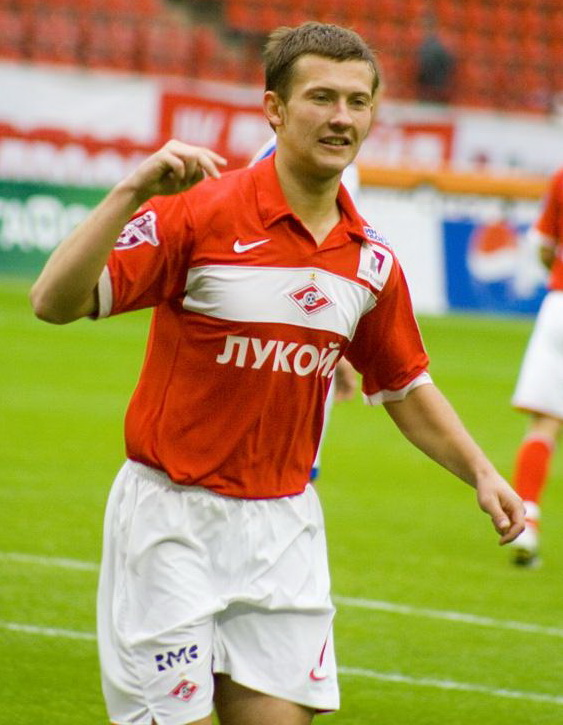
Олександр Павленко 2008 року в складі «Спартака»

Протягом сезону 2007 року на правах оренди захищав кольори ярославського «Шинника», після чого знову повернувся до «Спартака». Цього разу відіграв за московських спартаківців наступні два сезони своєї ігрової кар'єри, проте не мав стабільного місця в основі, тому у сезонах 2009 та 2010 років грав на правах оренди у складі «Ростова».
До складу клубу «Терек» приєднався 2 лютого 2011 року, підписавши контракт на 3,5 роки. За перехід півзахисника грозненський клуб заплатив 2 млн доларів. Всього встиг відіграти за грозненську команду 41 матч в національному чемпіонаті.
31 серпня 2013 року перейшов в «Крила Рад». Після вильоту самарського клубу з Прем'єр-ліги, продовжив кар'єру в «Тосно». 
26 лютого 2015 року підписав контракт з клубом «Луч-Енергія». До кінця сезону провів 9 матчів у ФНЛ.
До складу клубу «Шинник» приєднався влітку 2015 року. Відтоді встиг відіграти за ярославську команду 19 матчів в національному чемпіонаті.

## Титули і досягнення
- Чемпіон Росії (1):

«Спартак» (Москва): 2001
- Володар Кубка Росії (1):

«Спартак» (Москва): 2003